# San Jorge (Palma de Mallorca)
San Jorge (en catalán: Sant Jordi) es un barrio de la ciudad española de Palma de Mallorca, en Baleares. Situado cerca de La Casa Blanca, del Aeropuerto, y del núcleo de población de La Aranjasa; da nombre al prado de San Jorge, antiguo pantano desecado en el siglo XIX. La población total es de 2563 habitantes. San Jorge es conocido por sus populares molinos.

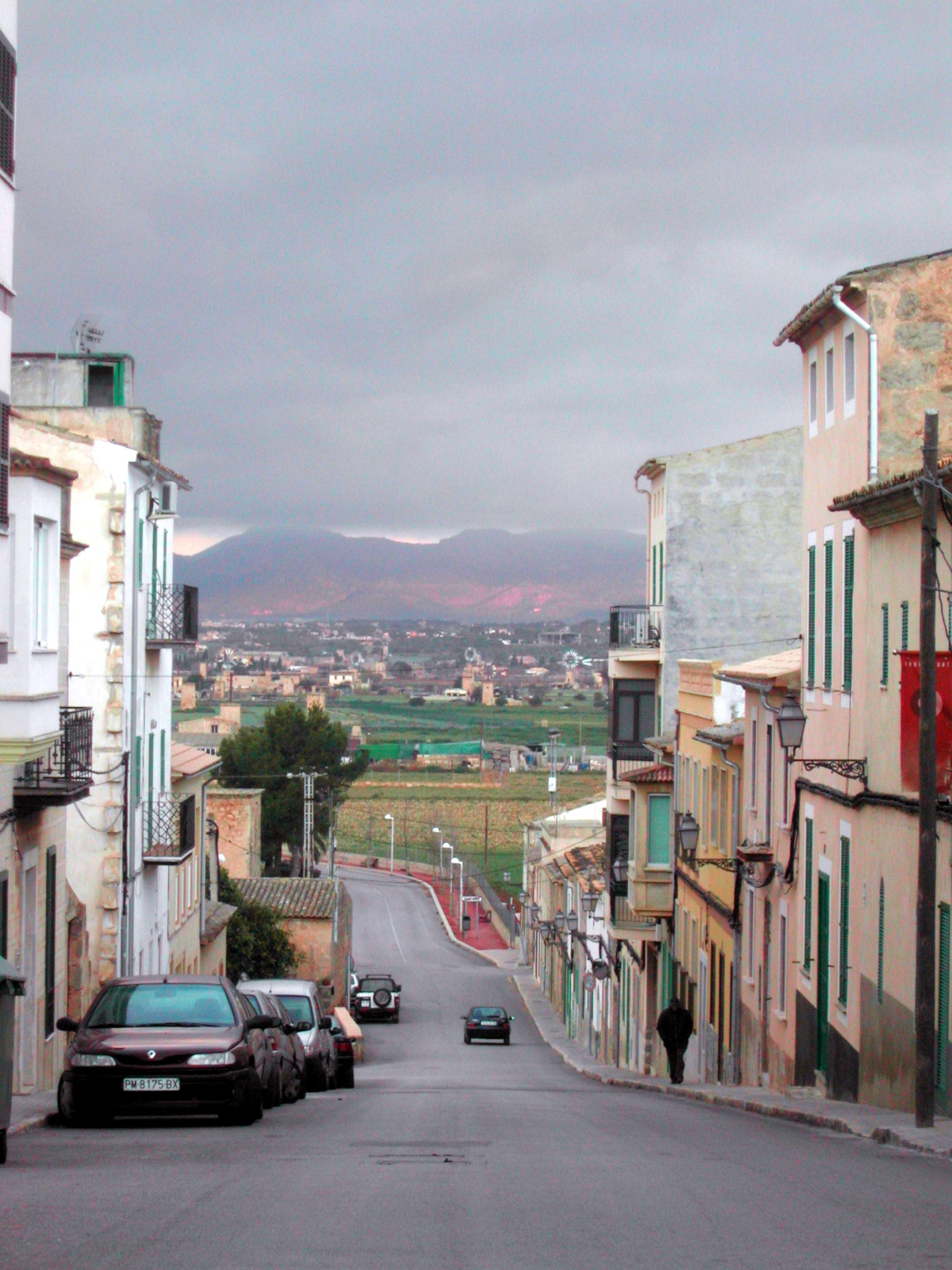
Calle de San Jorge con el atardecer de fondo

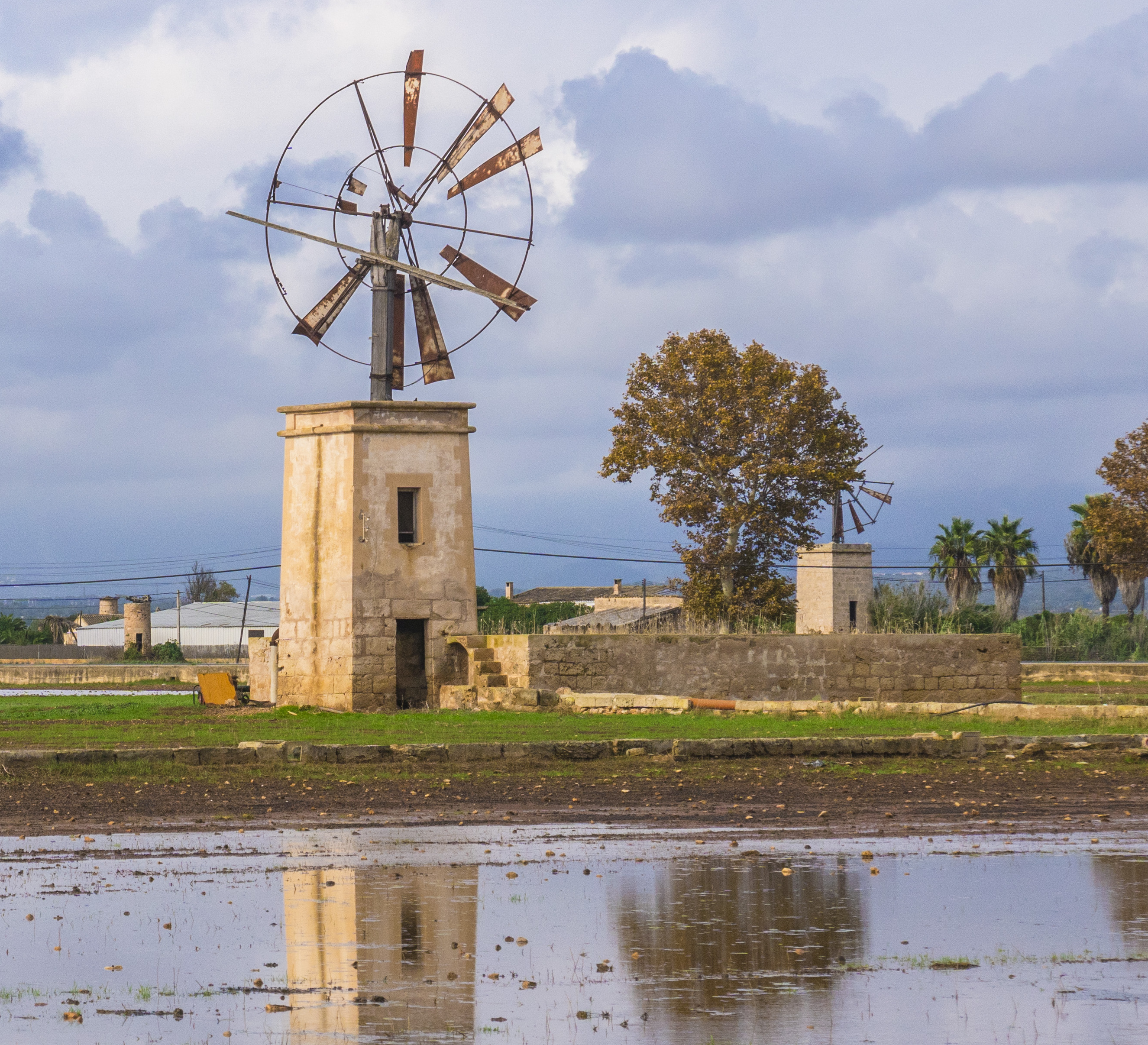
Molino típico

Tiene transporte público en autobús con el resto de la ciudad (líneas 14 y 31 de la EMT), una biblioteca municipal, un colegio público y un polideportivo. Se encuentra a unos 15 kilómetros aproximadamente del centro histórico de Palma.